# 天上の青
『天上の青』（てんじょうのあお）は、曽野綾子の長編犯罪小説である。1988年から1990年まで『毎日新聞』に連載され、1990年に毎日新聞社から単行本が出版された。1993年に新潮文庫版が出版された。映像化もされている。

## 解説
本作は曽野綾子が初めて手がけた犯罪小説である。1971年に群馬県で発生した婦女連続暴行殺人事件（大久保清事件）が題材になっているほか、1988年から1989年に発生した東京・埼玉連続幼女誘拐殺人事件の影響もうかがえる。
本作は推理小説ではなく、犯罪の全貌が時系列に描写されており、逮捕に至る過程も比較的あっさりと扱われている。しかし、警察による事件の解明や裁判の過程で、犯人の宇野富士男と、富士男と知り合った波多雪子、そして被害者たちの人間関係や葛藤が克明に描かれている。
なお、題名の天上の青は、作品に登場する朝顔の品種の名前である。
英語版・ロシア語版に翻訳された。

## あらすじ
湘南の海近くの自宅にて庭の朝顔を手入れしていた雪子の前に車に乗った男性が現れ、朝顔の種を分けてほしいという。冬になり、宇野富士男と名乗るその男性は再び現れて種を受け取り、それ以降は雪子の家を訪れるようになる。しかし、富士男は女性と関係を持っては殺害し、遺体を埋める殺人魔であった。
富士男は殺人やレイプを繰り返す一方、そのたびに雪子のもとを訪れては優しく接する。やがて富士男は逮捕され、雪子も様々な形で事件を知らされることになる。裁判が始まり、雪子のとった行動は･･･。

## 映像化作品

### テレビドラマ（1992年版）
石松愛弘の脚本でドラマ化され、1992年にフジテレビ『妻たちの劇場』で放送された。2020年1月29日にTCエンタテインメントからDVD発売された。
キャスト
- 波多雪子 - 山口果林
- 宇野富士男 - 白竜
- 波多智子 - 友里千賀子
- 大門正明
- 七尾伶子
- あめくみちこ（天久美智子）
- 岡本麗

スタッフ
- 原作 - 曽野綾子（曾野綾子）「天上の青」
- 脚本 - 石松愛弘
- 演出 - 久野浩平
- プロデューサー - 北崎たか子
- 制作 - PDS

主題歌
「ヘブンリー・ブルー」
作詞 - 白鳥澄夫 / 作曲・唄 - 白鳥英美子
| フジテレビ 妻たちの劇場 | フジテレビ 妻たちの劇場 | フジテレビ 妻たちの劇場 |
| 前番組                  | 番組名                  | 次番組                  |
| ----------------------- | ----------------------- | ----------------------- |
| 白いシャツの女          | 天上の青                | 明るい家庭の作り方      |

### テレビドラマ（1994年版）
井上由美子の脚本でドラマ化され、NHK-BS2『BSサスペンス』で1994年12月12日から15日まで放送された。総合テレビでも、1995年5月13日と20日に『土曜ドラマ』で放送された。1994年度（第10回）文化庁芸術作品賞受賞。
キャスト
- 宇野富士男 - 佐藤浩市
- 波多雪子 - 桃井かおり
- 波多智子 - 美保純
- 内藤剛志
- 佐倉しおり

スタッフ
- 脚本 - 井上由美子
- 音楽 - 堀井勝美